# Догоше
Догоше (словен. Dogoše) — поселення в общині Марибор, Подравський регіон‎, Словенія.